# Pseudabutilon callimorphum
Pseudabutilon callimorphum là một loài thực vật có hoa trong họ Cẩm quỳ. Loài này được (Hochr.) R.E. Fr. miêu tả khoa học đầu tiên năm 1908.